# Stenopogon ortegai
Stenopogon ortegai är en tvåvingeart som beskrevs av Martin 1968. Stenopogon ortegai ingår i släktet Stenopogon och familjen rovflugor. Inga underarter finns listade i Catalogue of Life.